# Andrei Genijewitsch Makejew
Andrei Genijewitsch Makejew (russisch Андрей Гениевич Макеев; * 3. Februar 1952 in Petrosawodsk; † 13. September 2021 in Sankt Petersburg) war ein sowjetischer Basketballspieler.

## Biografie
Andrei Makejew trat 1969 dem BK Spartak Leningrad bei und war viele Jahre Spieler des Vereins. 1975 wurde er mit dem Klub sowjetischer Meister und gewann 1973 sowie 1975 den FIBA Europapokal der Pokalsieger. Des Weiteren wurde er mit Spartak sechsmal sowjetischer Vizemeister.
Mit der sowjetischen Nationalmannschaft gewann er bei den Olympischen Sommerspielen 1976 in Montreal Bronze. Makejew erzielte dabei zehn Punkte in vier Spielen.
Nach seiner Karriere als Spieler war Makejew als Trainer tätig und trainierte das Rollstuhlbasketballteam BasKi in Sankt Petersburg und die russische Rollstuhlbasketballnationalmannschaft.
Makejew schloss 1980 ein Studium an der Polytechnischen Peter-der-Große-Universität Sankt Petersburg ab.